# Syvänjärvi
Syvänjärvi eller Syväjärvi är en sjö i Finland. Den ligger i kommunen Suomussalmi i landskapet Kajanaland, i den nordöstra delen av landet, 600 km norr om huvudstaden Helsingfors. Syvänjärvi ligger 258,5 meter över havet. Den är 19 meter djup. Arean är 56 hektar och strandlinjen är 7,94 kilometer lång. Sjön  ingår i Uleälvens huvudavrinningsområde. 